# Héctor Castellanos
Héctor Enrique Castellanos Villatoro (Tela, Atlántida, Honduras; 28 de diciembre de 1992) es un futbolista hondureño. Juega como mediocampista y su actual club es el Olancho F.C. de la Liga Nacional de Honduras.

## Trayectoria

### Victoria
El 29 de julio de 2012, con 20 años de edad, hizo su debut en Liga Nacional con el Victoria, en un partido que su equipo ganó por 2 a 1 ante Motagua. A finales de ese año lograría ser subcampeón nacional, tras perder la final del Apertura 2012 contra Olimpia en Tegucigalpa.

### Motagua
El 24 de junio de 2015, fichó por el Motagua. Debutó oficialmente el 5 de agosto de 2015 en un partido válido por la Liga de Campeones de la Concacaf contra el América, que finalizó con derrota de 0 a 4 en el Estadio Azteca.
En la liga hizo su debut el 9 de agosto de 2015, durante la goleada de 5 a 1 frente al Victoria, por la primera jornada del Torneo Apertura.

## Selección nacional
El 15 de marzo de 2019, recibió su primera convocatoria a la Selección de Honduras para un juego amistoso contra la Selección de Ecuador.

## Estadísticas
| C. D. Victoria Honduras | 2012-13             | 30  | 0 | — | — | —  | — | 30  | 0 |  |
| C. D. Victoria Honduras | 2013-14             | 32  | 0 | — | — | 0  | 0 | 32  | 0 |  |
| C. D. Victoria Honduras | 2014-15             | 33  | 0 | — | — | —  | — | 33  | 0 |  |
| C. D. Victoria Honduras | Total               | 95  | 0 | 0 | 0 | 0  | 0 | 95  | 0 |  |
| F. C. Motagua Honduras | 2015-16             | 33  | 0 | 4 | 0 | 1  | 0 | 38  | 0 |  |
| F. C. Motagua Honduras | 2016-17             | 40  | 0 | 2 | 0 | —  | — | 42  | 0 |  |
| F. C. Motagua Honduras | 2017-18             | 34  | 0 | — | — | 5  | 0 | 39  | 0 |  |
| F. C. Motagua Honduras | 2018-19             | 33  | 0 | 1 | 0 | 4  | 0 | 38  | 0 |  |
| F. C. Motagua Honduras | 2019-20             | 17  | 0 | — | — | 6  | 1 | 23  | 0 |  |
| F. C. Motagua Honduras | 2020-21             | 24  | 1 | — | — | 4  | 0 | 28  | 1 |  |
| F. C. Motagua Honduras | 2021-22             | 21  | 0 | — | — | 4  | 0 | 25  | 0 |  |
| F. C. Motagua Honduras | 2022-23             | 24  | 2 | - | - | 4  | 0 | 28  | 2 |  |
| F. C. Motagua Honduras | Total               | 226 | 3 | 7 | 0 | 28 | 1 | 261 | 4 |  |
| Olancho FC Honduras | 2023-24             | 14  | 0 | - | - | 3  | 0 | 17  | 0 |  |
| | Total               | 14  | 0 | - | - | 3  | 0 | 17  | 0 |  |
| F. C. Motagua Honduras | 2023-24             | 15  | 0 | - | - | -  | - | 15  | 0 |  |
| | 2024-25             | 20  | 0 | - | - | 4  | 0 | 23  | 0 |  |
| | Total               | 35  | - | - | - | 4  | 0 | 49  | 0 |  |
| Total en su carrera | Total en su carrera | 370 | 3 | 7 | 0 | 35 | 1 | 412 | 4 |  |
| (1) Incluye datos de la Copa de Honduras (2015-18) y Supercopa de Honduras (2017). (2) Incluye datos de la Liga de Campeones de la Concacaf (2015-22) y Liga Concacaf (2018-21). |                     |     |   |   |   |    |   |     |   |  |

## Palmarés

### Campeonatos nacionales
| Título          | Club          | País     | Año  |
| --------------- | ------------- | -------- | ---- |
| Torneo Apertura | F. C. Motagua | Honduras | 2016 |
| Torneo Clausura | F. C. Motagua | Honduras | 2017 |
| Supercopa       | F. C. Motagua | Honduras | 2017 |
| Torneo Apertura | F. C. Motagua | Honduras | 2018 |
| Torneo Clausura | F. C. Motagua | Honduras | 2019 |
| Torneo Clausura | F. C. Motagua | Honduras | 2022 |